# Karł Briułłow

Ostatni dzień Pompei (1827-1833)

Karł Pawłowicz Briułłow (ros. Карл Павлович Брюллов) (ur. 12 grudnia?/23 grudnia 1799 w Petersburgu, zm. 11 czerwca?/23 czerwca 1852 w Marciano pod Rzymem) – rosyjski malarz i architekt, młodszy brat architekta Aleksandra Pawłowicza Briułłowa.

## Życiorys
Pochodził z rodziny Brulleau, Francuzów osiadłych od XVIII wieku w Rosji.
Studiował 1809-1821 na petersburskiej Akademii Sztuk Pięknych. Został nagrodzony złotym medalem za malarstwo historyczne. Po zakończeniu studiów 1822 wyjechał wraz z bratem do Włoch dzięki stypendium Towarzystwa Popierania Artystów z zadaniem skopiowania „Szkoły Ateńskiej” Rafaela w naturalnych rozmiarach.
Przed osiedleniem się na dłużej w Rzymie odwiedził Drezno i Monachium.
W Rzymie namalował Włoski poranek (Итальянское утро) 1823 oraz Włoskie południe (Итальянский полдень) 1827. W latach 1827–1833 stworzył monumentalny obraz Ostatni dzień Pompei (Последний день Помпеи), który przyniósł mu sławę w Europie. Następne dzieło, Zamordowanie Inês de Castro (1834) utrwaliło jego sławę.
Przez Grecję, Turcję i Palestynę powrócił do Rosji gdzie został profesorem na petersburskiej Akademii Sztuk Pięknych. W latach 1836–1848 namalował cykl obrazów poświęconych historii Rosji oraz wiele portretów. Dla petersburskiego soboru Kazańskiej Ikony Matki Bożej namalował obraz „Wniebowstąpienie Chrystusa”. Wykonał także polichromię kopuły soboru św. Izaaka w tym samym mieście.
Briułłow zaprojektował też jako architekt kilka budowli sakralnych w Petersburgu.
Wobec pogarszającego się stanu zdrowia Briułłow wyjechał w roku 1849 na Maderę, 1850 do Włoch. Zmarł w Marciano koło Rzymu i spoczął na rzymskim cmentarzu ewangelickim.

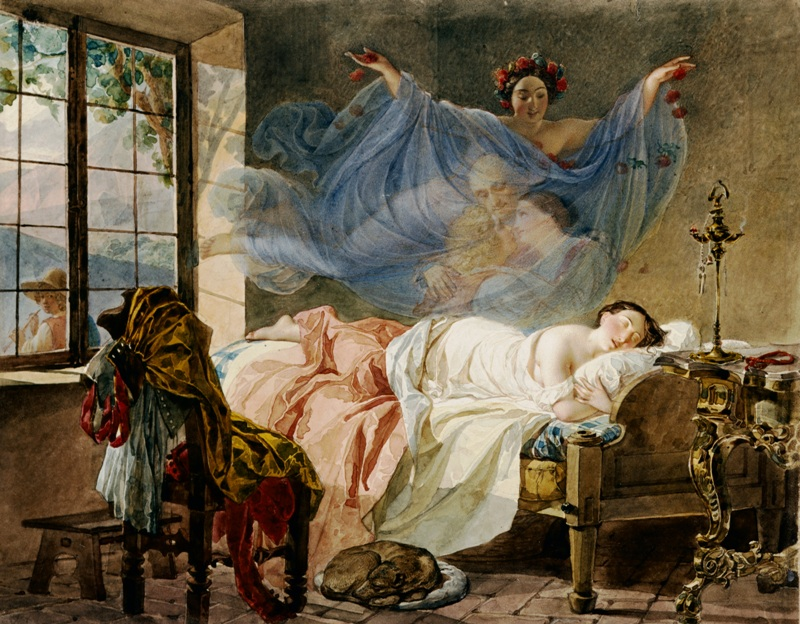
Sen przed świtem
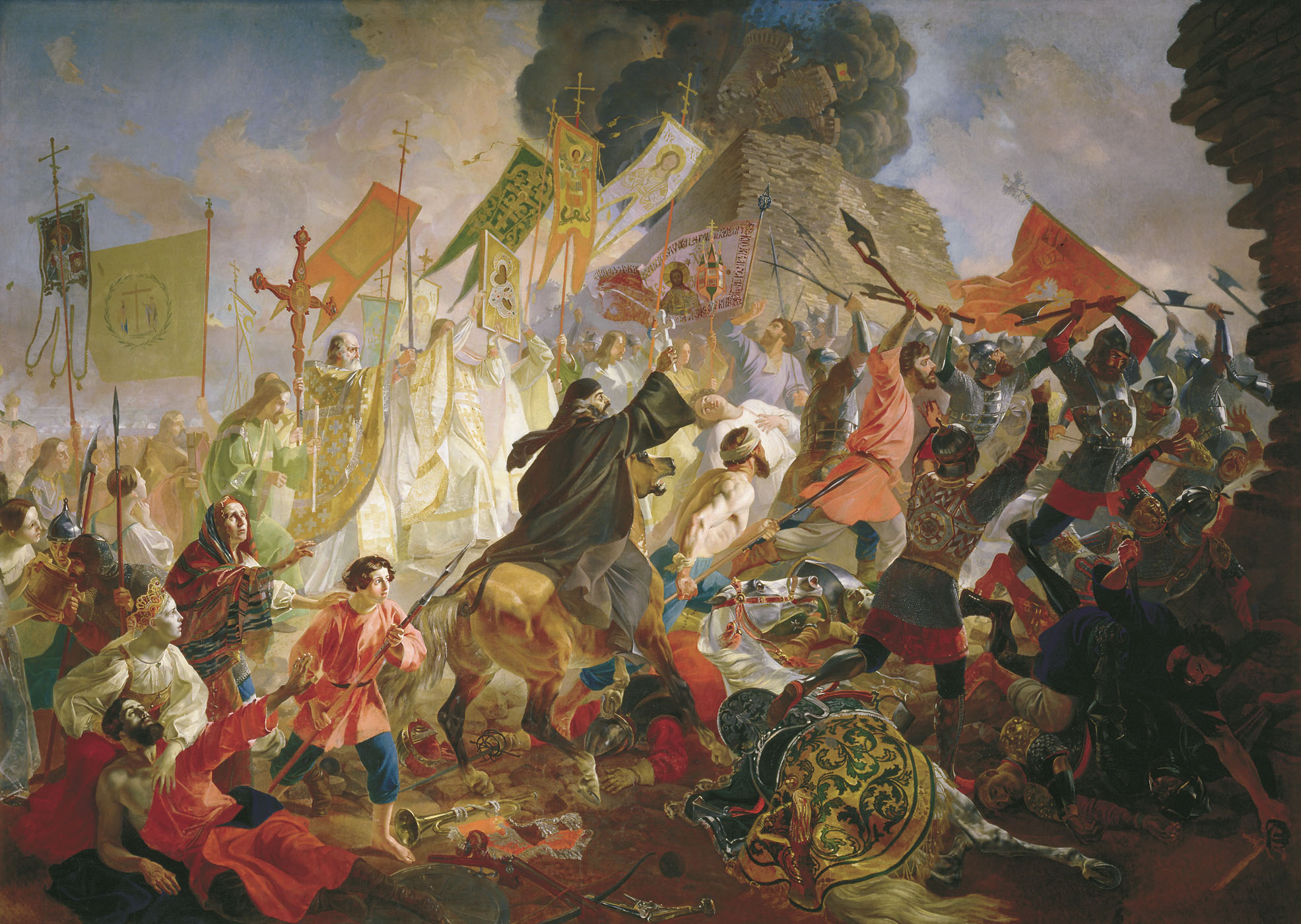
Oblężenie Pskowa przez króla polskiego Stefana Batorego w 1581 roku
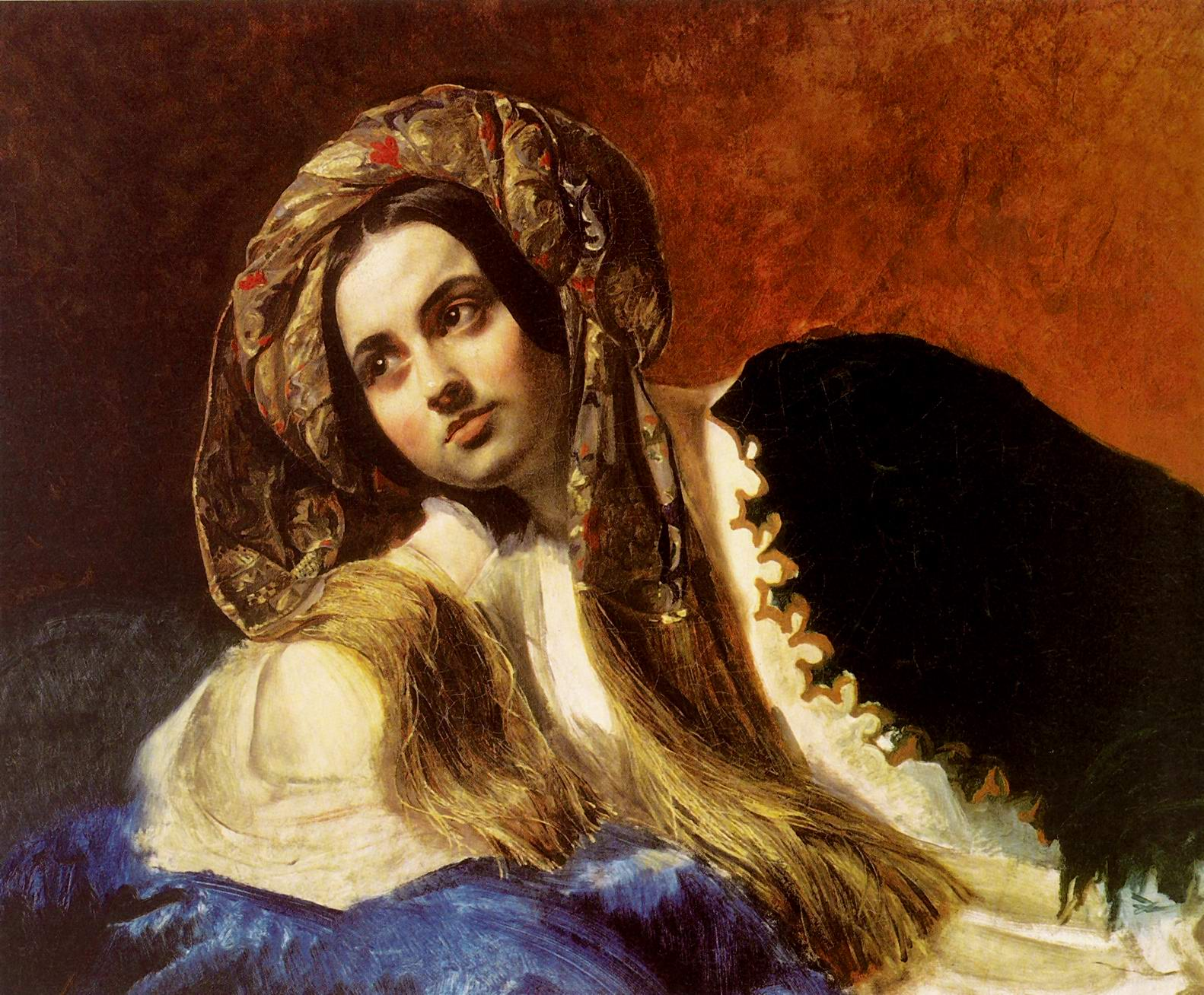
Turczynka
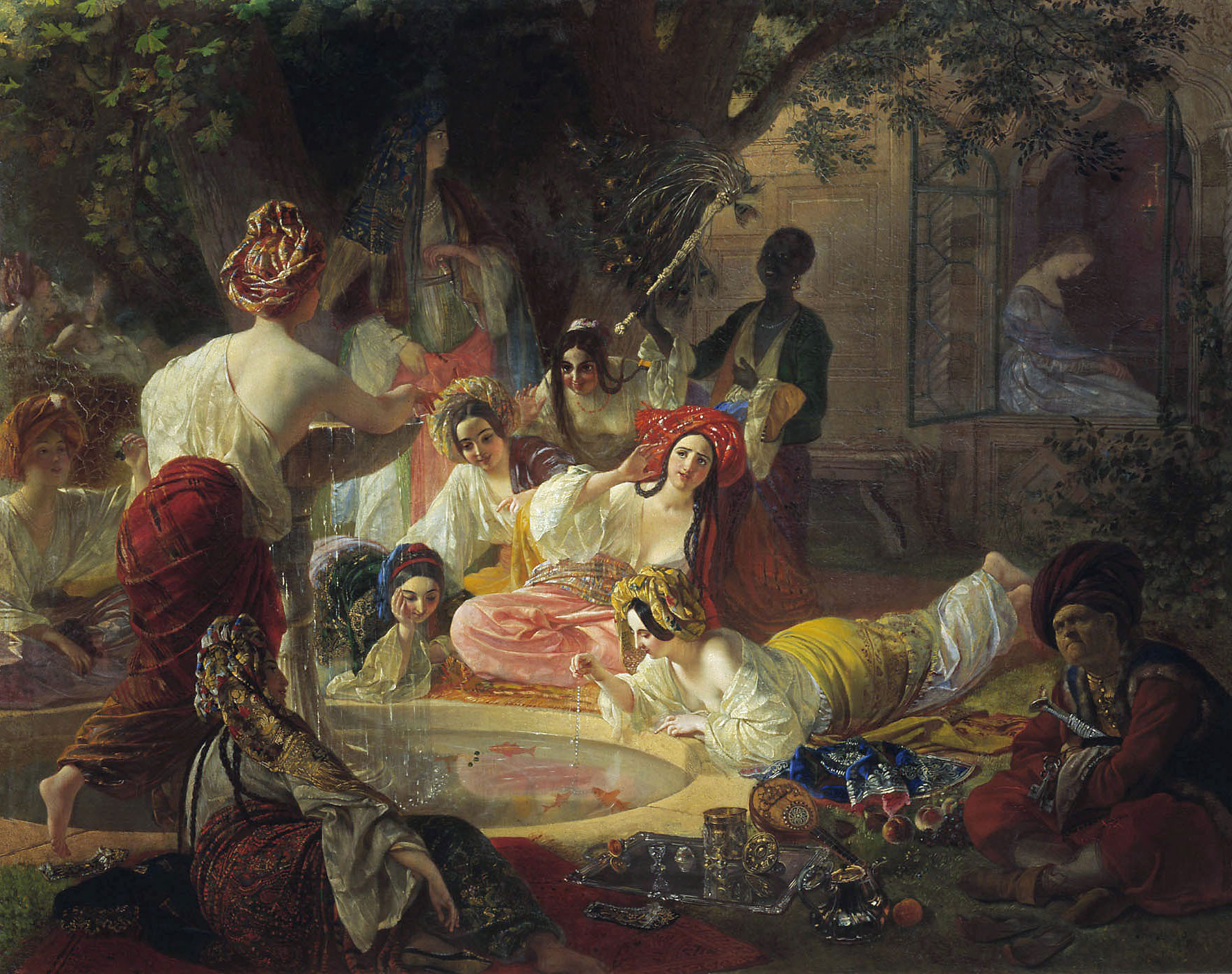
Fontanna Bachczysaraju